# Yuki Ohashi
Yuki Ohashi (大橋 祐紀 Ōhashi Yūki?), född 27 juli 1996 i Chiba prefektur, är en japansk fotbollsspelare som spelar för Blackburn Rovers.

## Karriär
Ohashi började sin karriär 2018 i Shonan Bellmare. Inför säsongen 2024 gick han till Sanfrecce Hiroshima. 
Den 31 juli 2024 värvades Ohashi av Blackburn Rovers, där han skrev på ett treårskontrakt.